# Гилки, Хелен Маргарет
Хе́лен Ма́ргарет Ги́лки (англ. Helen Margaret Gilkey, 1886—1972) — американская учёная — ботаник и миколог, исследователь трюфелевых и других подземных грибов.

## Биография
Родилась 6 марта 1886 года в городе Монтесано (штат Вашингтон). В 1903 году семья переехала в Корваллис (Орегон), Хелен поступила в Орегонский сельскохозяйственный колледж (ныне — Университет штата Орегон). В 1911 году получила степень магистра.
В 1912 году начала подготовку диссертацию доктора философии в Калифорнийском университете в Беркли. Защитив диссертацию в 1915 году, в течение нескольких лет Гилки работала иллюстратором в Беркли.
С 1918 года — куратор гербария Орегонского сельскохозяйственного колледжа, впоследствии в звании профессора. В 1951 году ушла на пенсию. В 1959 году, после смерти сменившего её в должности куратора Альберта Стюарда, некоторое время вновь исполняла обязанности куратора гербария.
Автор ряда работ по трюфелям и близким грибам, а также по систематике цветковых растений. Последнюю работу опубликовала в 1967 году.

## Некоторые научные публикации
- Gilkey H. M. A revision of the Tuberales of California // University of California Publications in Botany. — 1916. — Vol. 6. — P. 275—356.
- Gilkey H. M. Tuberales of North America // Oregon State Monographs. Studies in Botany. — 1939. — Vol. 1. — P. 1—63.

## Роды и виды грибов, названные именем Х. Гилки
- Gilkeya M.E.Sm. et al., 2007
- Hydnangium gilkeyae Zeller & C.W.Dodge, 1935 — Gymnomyces gilkeyae (Zeller & C.W.Dodge) Trappe et al., 2002
- Hymenogaster gilkeyae Zeller & C.W.Dodge, 1934
- Rhizopogon gilkeyae A.H.Sm., 1966
- Zelleromyces gilkeyae Singer & A.H.Sm., 1960